# 宮前杏実
宮前 杏実（みやまえ あみ、1997年〈平成9年〉9月9日 - ）は、日本の元アイドルであり、女性アイドルグループ・SKE48チームSの元メンバーである。スリー・エス・スタイルプロ所属。
愛知県出身。

## 略歴
2011年10月16日、SKE48第5期生オーディションに仮合格。同年11月26日、「SKE48 リクエストアワーセットリストベスト50 2011」1日目に初お披露目。
2013年4月13日、組閣により、チームEへ昇格。同年7月17日より、チームEとしての活動を開始。
2014年2月24日、「AKB48グループ大組閣祭り～時代は変わる。だけど、僕らは前しか向かねえ!～」にて、チームSへの移籍が発表される。
同年10月6日より、『Rの法則』第五期メンバーとしてレギュラー出演。
同年12月10日発売のSKE48の16thシングル「12月のカンガルー」において、選抜初選出ならびに北川綾巴とともにダブルセンターに抜擢される。
2015年5月から6月にかけて実施された『AKB48 41stシングル選抜総選挙』では第45位で、ネクストガールに選出された。
2016年3月7日、SKE48劇場において、所属事務所をAKSからサン・オフィスへ移籍することとSKE48を卒業することを発表。
2016年3月21日『AKB48 45thシングル選抜総選挙』の開催が発表された。
第65位にランクイン。AKB48 45th『LOVE TRIP/しあわせを分けなさい』に収録「2016年のInvitation』に自身2曲目のセンターを飾る。
同年9月28日に卒業公演を行い、同月30日にSKE48としての活動を終了。
AKB48 45th『LOVE TRIP/しあわせを分けなさい』全国握手会への参加は発表されている。
2016年12月17日、AKB48 45th『LOVE TRIP/しあわせを分けなさい』全国握手会 inインテックス大阪にて全ての活動を終了した。
2017年3月3日、自身の個人事務所としてスリー・エス・スタイルプロを立ち上げたことを公表。
同日、ファンクラブサイトの開設を発表。
2018年2月24日、宮前杏実公式フォトブック発売記念イベント『blossom』にて芸能界引退を発表している。

## 人物
「あんみ」と呼ぶファンも少なくないが、正しい読み方は「あみ」である。

## SKE48在籍時の参加曲

### シングルCD選抜曲
SKE48名義
- 「片想いFinally」に収録
  - 今日までのこと、これからのこと
- 「アイシテラブル!」に収録
  - 目が痛いくらい晴れた空 - 「研究生」名義
- 「キスだって左利き」に収録
  - あっという間の少女 - 「公演頑張った組」名義
- 「チョコの奴隷」に収録
  - 冬のかもめ - 「白組」名義
- 「美しい稲妻」に収録
  - シャララなカレンダー - 「Team E」名義
- 「賛成カワイイ!」に収録
  - いつのまにか、弱い者いじめ - 「セレクション8」名義
- 「未来とは?」に収録
  - 待ち合わせたい - 「Team E」名義
- 「不器用太陽」に収録
  - 放課後レース - 「Team S」名義
- 12月のカンガルー
  - 消せない炎 - 「Team S」名義
- コケティッシュ渋滞中
  - DIRTY - 「Team S」名義
  - 僕は知っている - 「DOCUMENTARY of SKE48」名義
  - 夜の教科書 - 「セレクション17 “AKB49～恋愛禁止条例～”」名義
- 「前のめり」に収録
  - 素敵な罪悪感 - 「Team S」名義
- 「チキンLINE」に収録
  - 彼女がいる - 「Team S」名義
- 「金の愛、銀の愛」に収録
  - ハッピーランキング - 「ランクインガールズ2016」名義

AKB48名義
- 「ギンガムチェック」に収録
  - あの日の風鈴 - 「ウェイティングガールズ」名義
- 「Green Flash」に収録
  - 世界が泣いてるなら - 「SKE48」名義
- 「ハロウィン・ナイト」に収録
  - 水の中の伝導率 - 「ネクストガールズ」名義
- 「LOVE TRIP/しあわせを分けなさい」に収録
  - 2016年のInvitation - 「アップカミングガールズ」名義

### アルバムCD選抜曲
SKE48名義
- 『この日のチャイムを忘れない』に収録
  - その先に君がいた - 「研究生」名義

AKB48名義
- 『1830m』に収録
  - 青空よ 寂しくないか? - 「AKB48+SKE48+NMB48+HKT48」名義
- 『ここがロドスだ、ここで跳べ!』に収録
  - ダウンタウンホテル100号室

## 出演

### バラエティ
- Rの法則（2014年10月6日 - 、NHK Eテレ）[1]